# Loepa sikkma
Loepa sikkma är en fjärilsart som beskrevs av Moore 1865. Loepa sikkma ingår i släktet Loepa och familjen påfågelsspinnare. Inga underarter finns listade i Catalogue of Life.